# Ridi
Ridi è un singolo della cantautrice italiana Paola Iezzi, pubblicato in formato EP l'11 ottobre 2018.

## Tracce
1. Ridi (Cat Paradox Edit)
2. Amoremidai (Unplugged 2018)
3. Rìes (Cat Paradox Edit)